# جون ليفي شيبارد
جون ليفي شيبارد (بالإنجليزية: John Levi Sheppard) هو محامي وقاضي وسياسي أمريكي، ولد في 13 أبريل 1852 في لانيت في الولايات المتحدة، وتوفي في 11 أكتوبر 1902 في تيكساركانا في الولايات المتحدة. حزبياً، نشط في الحزب الديمقراطي. وقد انتخب عضو مجلس النواب الأمريكي.